# Olympische Sommerspiele 2008/Synchronschwimmen – Duett
Das Synchronschwimmen im Duett bei den Olympischen Spielen 2008 in Peking fand vom 18. bis 20. August 2008 im Nationalen Schwimmzentrum statt.
Die beiden Russinnen Anastassija Dawydowa und Anastassija Jermakowa belegten sowohl in der Qualifikation als auch im Finale den ersten Platz und wurden somit Olympiasiegerinnen. Die Silbermedaille ging an das spanische Duett Andrea Fuentes und Gemma Mengual vor den drittplatzierten Saho Harada und Emiko Suzuki aus Japan.

## Qualifikation
Die zwölf besten Duos erreichten das Finale, in welches die Punktzahl des Technikdurchlaufs übernommen wurde. 
| Platz | Name                                             | Nation             | Technik | Kür    | Gesamt |
| ----- | ------------------------------------------------ | ------------------ | ------- | ------ | ------ |
| 01    | Anastassija Dawydowa / Anastassija Jermakowa     | Russland           | 49,334  | 49,500 | 98,834 |
| 02    | Andrea Fuentes / Gemma Mengual                   | Spanien            | 48,834  | 49,084 | 97,918 |
| 03    | Saho Harada / Emiko Suzuki                       | Japan              | 48,250  | 48,400 | 96,750 |
| 04    | Jiang Tingting / Jiang Wenwen                    | China              | 48,084  | 48,500 | 96,584 |
| 05    | Christina Jones / Andrea Nott                    | Vereinigte Staaten | 47,750  | 47,750 | 95,500 |
| 06    | Marie-Pierre Boudreau Gagnon / Isabelle Rampling | Kanada             | 47,417  | 47,333 | 94,750 |
| 07    | Beatrice Adelizzi / Giulia Lapi                  | Italien            | 46,834  | 47,000 | 93,834 |
| 08    | Darja Juschko / Ksenija Sydorenko                | Ukraine            | 46,084  | 46,334 | 92,418 |
| 09    | Bianca van der Velden / Sonja van der Velden     | Niederlande        | 45,584  | 45,834 | 91,418 |
| 09    | Evanthia Makrygianni / Despoina Solomou          | Griechenland       | 45,834  | 45,584 | 91,418 |
| 11    | Apolline Dreyfuss / Lila Meesseman-Bakir         | Frankreich         | 44,750  | 45,250 | 90,000 |
| 12    | Magdalena Brunner / Ariane Schneider             | Schweiz            | 44,250  | 45,000 | 89,250 |
| 13    | Nayara Figueira / Lara Teixeira                  | Brasilien          | 44,334  | 44,667 | 89,001 |
| 14    | Olivia Allison / Jenna Randall                   | Großbritannien     | 43,917  | 44,667 | 88,584 |
| 15    | Anastasia Gloushkov / Inna Yoffe                 | Israel             | 43,583  | 43,334 | 86,917 |
| 16    | Kim Yong-mi / Wang Ok-gyong                      | Nordkorea          | 42,917  | 43,584 | 86,501 |
| 17    | Kazjaryna Kulpo / Nastassja Parfjonawa           | Belarus            | 42,667  | 42,667 | 85,334 |
| 18    | Soňa Bernardová / Alžběta Dufková                | Tschechien         | 42,500  | 42,750 | 85,250 |
| 19    | Mariana Cifuentes / Isabel Delgado               | Mexiko             | 42,334  | 42,834 | 85,168 |
| 20    | Ainur Kerei / Arna Toqtaghan                     | Kasachstan         | 41,750  | 42,583 | 84,333 |
| 21    | Myriam Glez / Érika Leal Ramírez                 | Australien         | 41,250  | 41,584 | 82,834 |
| 22    | Nadine Brandl / Elisabeth Mahn                   | Österreich         | 41,250  | 41,167 | 82,417 |
| 23    | Lisa Daniels / Nina Daniels                      | Neuseeland         | 40,750  | 40,417 | 81,167 |
| 24    | Reem Abdalazem / Dalia El-Gebaly                 | Ägypten            | 40,417  | 40,250 | 80,667 |

## Finale
| Platz | Name                                             | Nation             | Technik | Kür    | Gesamt |
| ----- | ------------------------------------------------ | ------------------ | ------- | ------ | ------ |
| 01    | Anastassija Dawydowa / Anastassija Jermakowa     | Russland           | 49,334  | 49,917 | 99,251 |
| 02    | Andrea Fuentes / Gemma Mengual                   | Spanien            | 48,834  | 49,500 | 98,334 |
| 03    | Saho Harada / Emiko Suzuki                       | Japan              | 48,250  | 48,917 | 97,167 |
| 04    | Jiang Tingting / Jiang Wenwen                    | China              | 48,084  | 48,250 | 96,334 |
| 05    | Christina Jones / Andrea Nott                    | Vereinigte Staaten | 47,750  | 47,750 | 95,500 |
| 06    | Marie-Pierre Boudreau Gagnon / Isabelle Rampling | Kanada             | 47,417  | 47,667 | 95,084 |
| 07    | Beatrice Adelizzi / Giulia Lapi                  | Italien            | 46,834  | 46,917 | 93,751 |
| 08    | Darja Juschko / Ksenija Sydorenko                | Ukraine            | 46,084  | 46,584 | 92,668 |
| 09    | Bianca van der Velden / Sonja van der Velden     | Niederlande        | 45,584  | 46,083 | 91,667 |
| 10    | Evanthia Makrygianni / Despoina Solomou          | Griechenland       | 45,834  | 45,667 | 91,501 |
| 11    | Apolline Dreyfuss / Lila Meesseman-Bakir         | Frankreich         | 44,750  | 45,583 | 90,333 |
| 12    | Magdalena Brunner / Ariane Schneider             | Schweiz            | 44,250  | 45,000 | 89,250 |